# خانه بله
خانه بله (به انگلیسی: The House of Yes) فیلمی محصول سال ۱۹۹۷ و به کارگردانی مارک واترز است. در این فیلم بازیگرانی همچون پارکر پوزی، جاش همیلتون، توری اسپلینگ، فردی پرینز، ژنویو بوژو و ریچل لی کوک ایفای نقش کرده‌اند.